# Porsche Engineering
Porsche Engineering (Porsche Engineering Group GmbH) es una filial de Porsche SE establecida en 2001 y con sede en Weissach que ofrece servicios de diseño, desarrollo y consultoría principalmente a la industria automotriz.

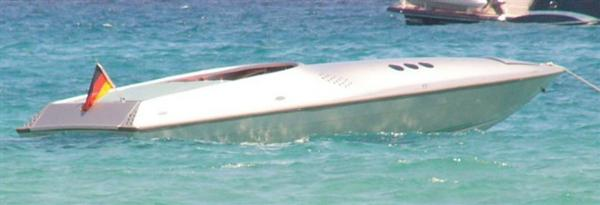
Lancha Porsche

Comienza su historia en 1931 cuándo Ferdinand Porsche creó su primera oficina de ingeniería. Porsche Engineering Group ha sido re-organizada dentro de Porsche Consulting (filial de Porsche AG) y Porsche Engineering  (filial de Porsche SE).
Porsche Engineering ha ofrecido servicios de asesoría a varios fabricantes automovilísticos desde hace muchos años entre los que se encuentran Audi, Mercedes-Benz, Opel, Studebaker, SEAT, Lada y Zastava Automóviles. Desde 2012 la compañía dirige el Centro Sperimentale Nardò, anteriormente propiedad de Fiat, en Italia.

## Productos no-Porsche más destacados
- Barra de torsión desarrollada y patentada por Porsche, fue patentada en 1933[2]
- Lada Niva (VAZ-2121) desarrollado con la ayuda de Porsche[3]
- Motor SEAT Sigma para el SEAT Ibiza  de 1984, conocido como Motor SEAT System Porsche[4]
- Lada Samara fue parcialmente desarrollado por Porsche en 1984[5]

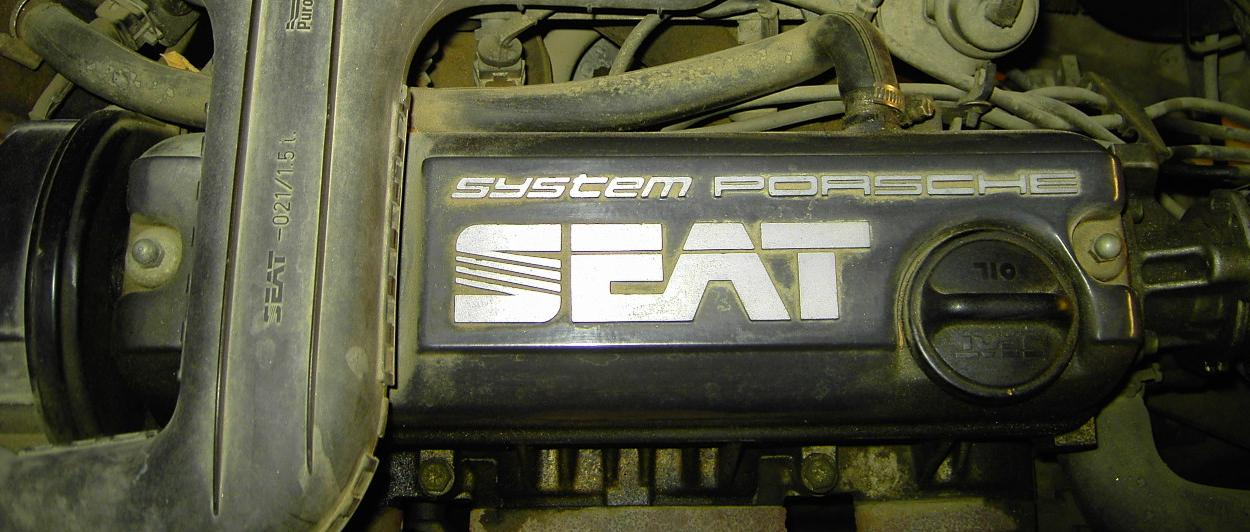
Motor SEAT System Porsche de Ibiza

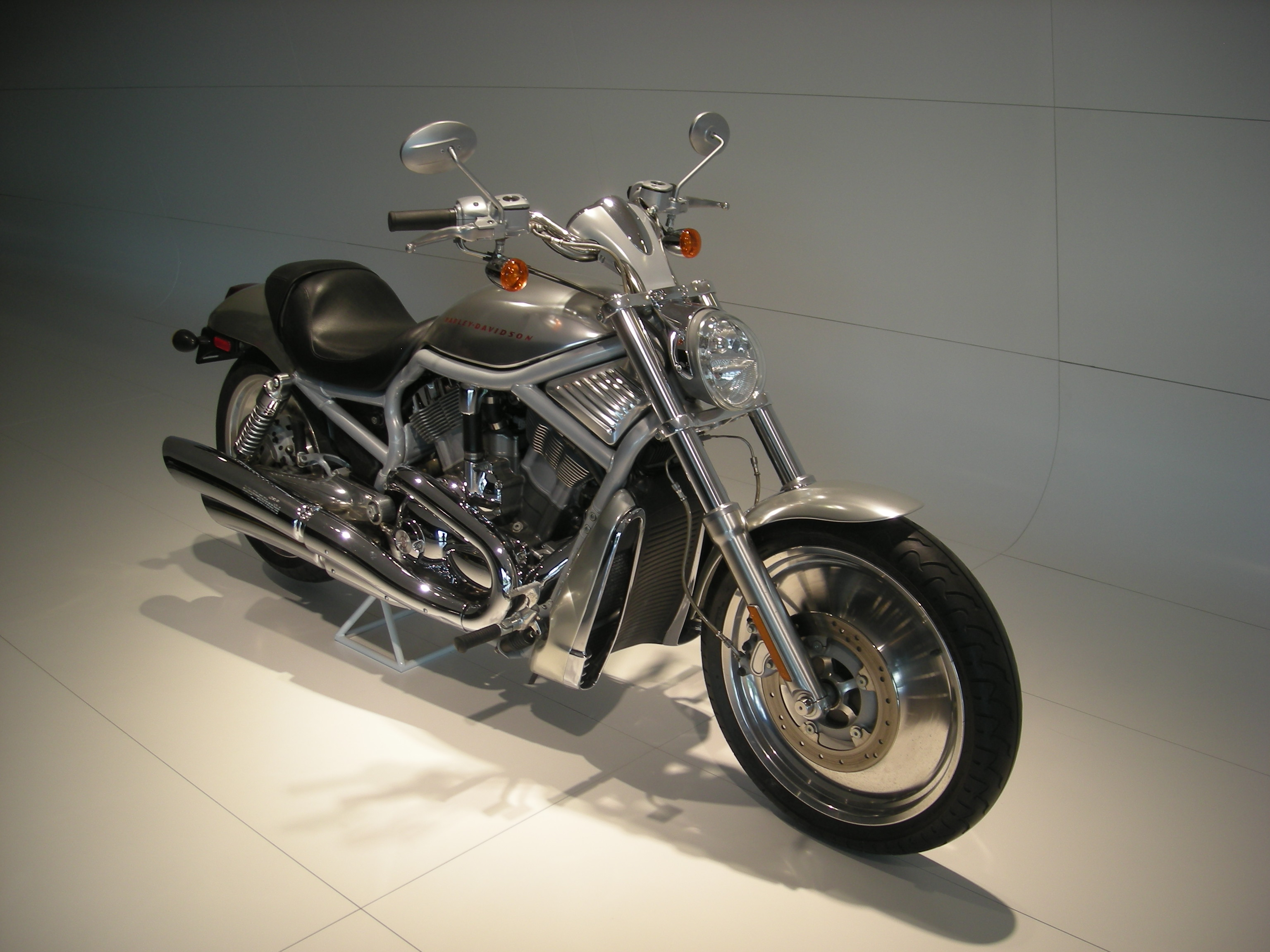
Harley-Davidson V-Rod en el Museo Porsche de Stuttgart

- Harley-Davidson Motor Revolution V-Twin a 60° de 4 tiempos y 69 pulgadas cúbicas (1130cc) refrigerado por agua y las cajas de cambio para las motocicletas V-Rod.
- Audi RS2 1993

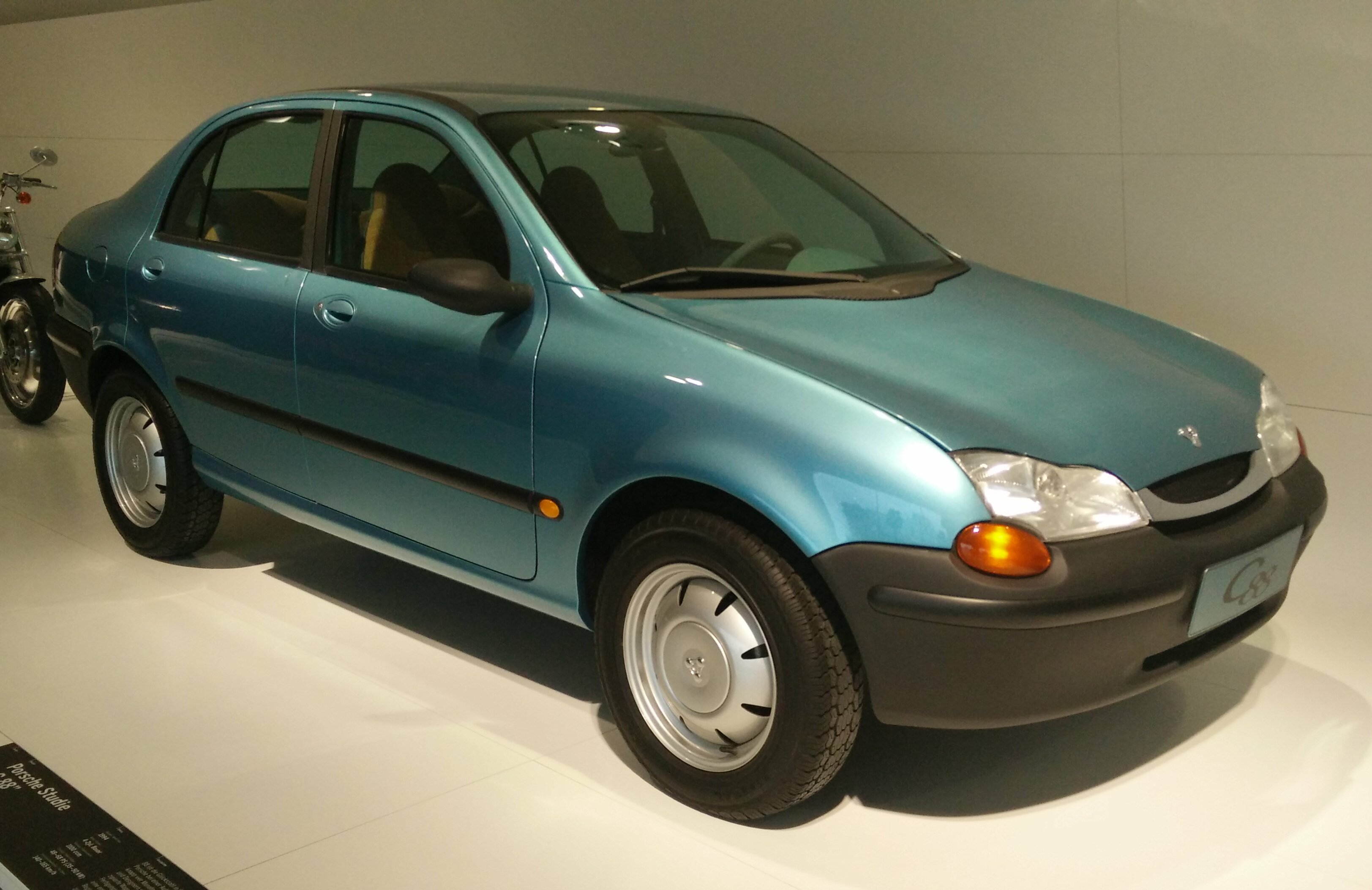
Prototipo del Porsche C88

- C88, un prototipo de coche familiar diseñado en 1994 por Porsche para el gobierno chino[6]

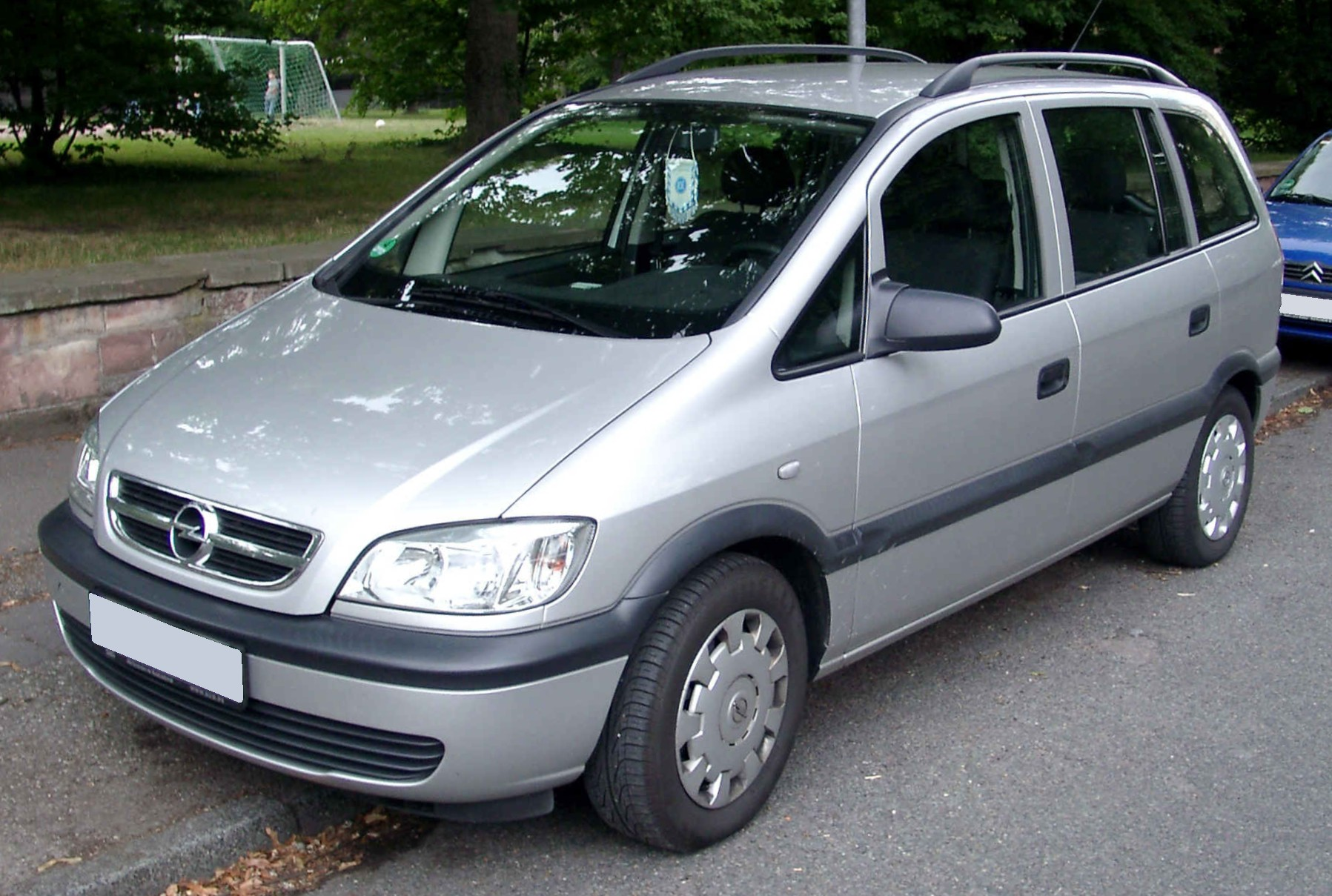
Opel Zafira de 1.ª Generación

- Opel Zafira Desarrollo completo de un vehículo cuyo resultado fue el Zafira lanzado en 1998[7]